# Fagerbäcken
Fagerbäcken este o arie protejată (arie specială de conservare — SAC, sit de importanță comunitară — SCI) din Suedia întinsă pe o suprafață de 77,3 ha, integral pe uscat.

## Localizare
Centrul sitului Fagerbäcken este situat la coordonatele 62°08′09″N 14°47′56″E / 62.1357°N 14.7989°E.

## Înființare
Situl Fagerbäcken a fost declarat sit de importanță comunitară în ianuarie 2002 pentru a proteja un număr necunoscut de specii din flora spontană și fauna sălbatică aflate în arealul zonei. Situl a fost protejat și ca arie specială de conservare în martie 2011.

## Biodiversitate
Situată în ecoregiunea boreală, aria protejată conține 1 habitat natural: Taiga vestică.
La baza desemnării sitului se află un număr nedeclarat de specii protejate.